# Euphorbia diazlunana
Euphorbia diazlunana är en törelväxtart som först beskrevs av J.Lomelí och Sahagun, och fick sitt nu gällande namn av Victor W. Steinmann. Euphorbia diazlunana ingår i släktet törlar, och familjen törelväxter. Inga underarter finns listade i Catalogue of Life.